# Teorija DLVO
Teorija DLVO je znanstvena teorija, ki opisuje stabilnost koloidnih sistemov na osnovi odbojnih in privlačnih sil med delci. Imenuje se po začetnicah priimkov štirih znanstvenikov, ki so jo zasnovali leta 1940 (Derjaguin, Landau, Verwey in Overbeek).
Površini dveh delcev, ki med seboj interagirata, sta predstavljeni kot dva kondenzatorja, na površini katerih se v raztopini elektrolitov ustvari elektrokemijski dvosloj. Pri približevanju obeh delcev se dvosloja začneta prekrivati in sprva prevladajo odbojne elektrokemične sile, ki so bolj daljnosežne od privlačnih van der Waalsovih sil. Če delca ostaneta na tej razdalji, kjer prevladajo odbojne vezi, je disperzija stabilna in ne pride do agregacije delcev.
Debelejši kot je elektrokemični dvosloj, stabilnejši je koloidni sistem. Če v disperzijo dodamo več elektrolita, se dvosloj stanjša.
Če se razdalja med delcema še nadalje zmanjšuje, pa prevladajo privlačne sile in nastopi nepovratno povezovanje delcev oziroma agregacija.